# Port lotniczy Mangaia
Port lotniczy Mangaia – port lotniczy zlokalizowany na wyspie Mangaia (Wyspy Cooka).

## Linie lotnicze i połączenia
- Air Rarotonga (Rarotonga)